# Brooks DeBisschop
Brooks DeBisschop (West Linn, Oregón, 23 de abril de 1998) es un jugador de baloncesto profesional estadounidense en las filas del Real Betis Baloncesto de la Liga LEB Oro. Mide 2,06 metros y juega en la posición de pívot. 

## Carrera deportiva
Es un pívot natural de West Linn, Oregón, formado en la Universidad de Arizona Septentrional, situada en Flagstaff, Arizona, donde jugó durante 4 temporadas la NCAA con los Northern Arizona Lumberjacks, desde 2016 a 2020.
Tras no ser elegido en el draft de la NBA de 2020, firmó por el Borisfen Mogilev de la Premier League de Bielorrusia en el que jugaría tres partidos de la temporada 2019-20 y 37 partidos de la temporada 2020-21. En esta última temporada promediaría la cifra de 11.92 puntos por encuentro.
El 16 de julio de 2021, el jugador firma por el Fraport Skyliners de la Basketball Bundesliga, para jugar a las órdenes de Diego Ocampo.
En 2022, firma por los Astros de Jalisco de la Liga Nacional de Baloncesto Profesional de México, con el que disputa 37 partidos.
En la temporada 2022-23, firma por el Klubi i basketbollit Prishtina de la ETC Superliga, la máxima categoría del baloncesto kosovar.
En 2023, firma por los Astros de Jalisco, con el que promedió 8 puntos y 6,3 rebotes en 41 encuentros, siendo subcampeón de la Liga Nacional de Baloncesto Profesional de México.
El 7 de enero de 2024, firma por el Real Betis Baloncesto de la Liga LEB Oro.